# Muraltia juniperifolia
Muraltia juniperifolia är en jungfrulinsväxtart som först beskrevs av Jean Louis Marie Poiret, och fick sitt nu gällande namn av Dc.. Muraltia juniperifolia ingår i släktet Muraltia och familjen jungfrulinsväxter. Inga underarter finns listade i Catalogue of Life.